# Fallschirmjäger-Kaserne
Die Fallschirmjäger-Kaserne ist eine Garnison der deutschen Bundeswehr in der niedersächsischen Gemeinde Seedorf bei Zeven. Sie entstand 1957/58 auf dem Gelände eines im Zweiten Weltkrieg durch die Kriegsmarine genutzten Barackenlagers. 1959 bezog die Bundeswehr die Truppenunterkunft und belegte sie mit Einheiten der Panzergrenadierbrigade 7. Die Kaserne wurde zwischen 1963 und 2006 von den Streitkräften der Niederlande im Rahmen eines Abkommens mit der Bundesrepublik Deutschland weitergenutzt und war Heimat der 41. niederländischen Brigade. Seit 2006 beherbergt sie Fallschirmjägertruppen der Bundeswehr und ist seit 2014 Heimat des Fallschirmjägerregiments 31.

## Bau- und Stationierungsgeschichte

### Von 1938 bis 1945
1938 besichtigte eine Kommission des deutschen NS-Staates das spätere Kasernengelände der Gemarkungen Godenstedt und Seedorf zur Errichtung eines Lagers für den Reichsarbeitsdienst. Sie beschlagnahmte sodann große Flächen. Der Grunderwerb durch den Reichsfiskus fand erst später statt, belegt ist unter anderem 1940 für die Luftwaffe. Für die Bauern stellte die Landabgabe, die meist nicht durch Ersatzflächen kompensiert wurde, eine schwere Belastung dar. Es sollte ein Flugplatz für die Luftwaffe gebaut werden. Bereits 1939 begannen die Arbeiten, die zügig vorankamen. Doch die schnellen Erfolge nach dem Überfall auf Polen und im Westfeldzug führten dazu, dass der militärische Bedarf an diesem Flugplatz nicht mehr bestand. In die errichteten 215 Einheitsbaracken sowie Wirtschafts- und Stabsgebäude zog 1941 die Kriegsmarine ein. Die Anlage wurde nun als Lager Godenstedt bezeichnet. An die Stelle der Luftwaffe trat spätestens ab 1942 in den Kaufverträgen des Reichsfiskus die Kriegsmarine. Die am 26. August 1939 in Wilhelmshaven aufgestellte 2. Ersatz-Marine-Artillerie-Abteilung kam nach einer Zwischenstationierung in Varrelbusch im Oktober 1941 in das Lager, verließ es jedoch im September 1943 nach Esens. Die im April 1941 in Neustadt in Holstein aufgestellte 2. Unterseebootsausbildungsabteilung verlegte kurz darauf in die Truppenunterkunft nach Godenstedt. Ab April 1944 befand sich die 10. Marine-Ersatz-Abteilung, die am 1. Januar 1944 in Esens aus der 2. Ersatz-Marine-Artillerie-Abteilung hervorgegangen war, in der Kaserne. Damit waren bis zu 3500 Soldaten hier stationiert. Der Ausbildungsbetrieb für die U-Boot-Besatzungen wurde im März 1945 eingestellt. Das Heer nutzte noch bis kurz vor Eintreffen der britischen Truppen im April 1945 das Lager als Sammelstelle.

### Nutzung zwischen 1945 und 1956
Nach einem kurzen Leerstand nach dem Abzug der deutschen Wehrmacht übernahm die britische Militärverwaltung das Lager. 1500 ehemalige sowjetische Kriegsgefangene aus dem Lager in Sandbostel erhielten hier eine Bleibe, bevor sie bis Juli 1945 in ihre Heimat zurückgebracht wurden. Am 1. Juli 1945 ging das Lager an die UNRRA über. Geführt wurde es vom UNRRA-Team 295 der Britischen Rheinarmee. Hauptaufgabe war die Unterbringung von Displaced Persons, zu denen vor allem auch Zwangsarbeiter gehörten, bis zu ihrer Weiterreise in aufnehmende Staaten, Rückkehr in ihre Heimatländer oder ihrem endgültigen Verbleib innerhalb Deutschlands. Den Sowjetsoldaten folgten zunächst etwa 10.000 Polen. Ab März 1946 wurde das Lager mit 2.100 Litauern, 1700 Letten und 200 Esten belegt. Im Lager organisierten sich die Balten und förderten ihre Kultur, Bildung und Religion. Seit Anfang 1948 verließen auswanderungswillige Menschen das Lager in andere Länder, darunter Großbritannien, Australien und Neuseeland. Am 1. Juli 1950 wurde das Lager unter deutsche Verwaltung gestellt. Obwohl immer mehr Menschen die Einrichtung verließen, befanden sich Mitte der 1950er Jahre noch ca. 650 Personen hier. Mit der Reduzierung der Lagerbewohner wurden bereits einige Baracken abgerissen. Im Herbst 1957 wurde das Lager aufgelöst und nahezu sämtliche Bauten abgebrochen.

### Bau der Kaserne und Nutzung durch die Bundeswehr 1959 bis 1963
Für den Aufbau der 1955 gegründeten Bundeswehr benötigte das Bundesverteidigungsministerium neue Truppenunterkünfte. Dabei fiel die Entscheidung zum Bau von zwei Bataillonskasernen für den Standort Seedorf und es wurde 1956 ein erster Teilbetrag von 6 Millionen DM für die Errichtung der Anlage bewilligt. Das Vorhaben führte dazu, dass Landwirte ihre auf dem Gelände von Standortübungsplatz und Kasernenareal gelegenen Felder verloren. Nur in einigen wenigen Fällen wurden geringfügige Grundstücksänderungen zugunsten der zivilen Nutzungen vorgenommen. Zwischen Ende 1957 und Anfang 1959 entstanden die Kasernenbauten. Die ersten Soldaten zogen am 18. März 1959 ein.
Folgende Einheiten, Verbände, Dienststellen und Stäbe waren zwischen 1959 und 1963 hier stationiert:
| Einheit                     | Stationierung ab   | Herkunft                                                                      | Stationierung bis  | Verbleib |
| --------------------------- | ------------------ | ----------------------------------------------------------------------------- | ------------------ | --- |
| Standortverwaltung Seedorf  | 16. Februar 1959   | neu aufgestellt                                                               | 30. Juni 2003      | zur Standortverwaltung Rotenburg mit Außenstelle Seedorf zusammengeführt                                                                                                |
| Panzergrenadierbataillon 73 | 1. April 1959      | neu aufgestellt                                                               | 13. September 1962 | verlegt nach Hamburg, Röttiger-Kaserne; dort am 31. März 1971 aufgelöst                                                                                                 |
| Panzerbataillon 74          | 1. April 1959      | neu aufgestellt                                                               | 30. Juli 1963      | verlegt nach Cuxhaven-Altenwalde, Hinrich-Wilhelm-Kopf-Kaserne; dort am 31. Dezember 2003 aufgelöst                                                                     |
| Panzergrenadierbataillon 71 | 1. Juni 1959       | verlegt nach Aufstellung am 1. April 1959 in Dörverden, Niedersachsen-Kaserne | 1. August 1963     | verlegt nach Cuxhaven-Altenwalde, Hinrich-Wilhelm-Kopf-Kaserne; umbenannt am 1. Oktober 1980 in Panzergrenadierbataillon 73                                             |
| 3./Versorgungsbataillon 76  | Februar 1960       | verlegt nach Aufstellung im Mai 1959 in Hamburg-Fischbek, Röttiger-Kaserne    |                    | zwischenstationiert in Bremervörde, heutige Elbe-Weser-Kaserne; schließlich ab April 1963 am Endstandort Stade, Von-Goeben-Kaserne mit anderen Kompanien des Bataillons |
| Feldartilleriebataillon 75  | 27. September 1961 | verlegt nach Aufstellung am 1. Juli 1959 in Achim, Steuben-Kaserne            | 15. Juli 1963      | verlegt nach Hamburg, Röttiger-Kaserne; dort umgegliedert am 30. April 1966 zum Panzerartilleriebataillon 75                                                            |
| Ausbildungskompanie 12/3    | 1. Januar 1962     | neu aufgestellt                                                               | Juli 1963          | verlegt nach Stade, Von-Goeben-Kaserne; dort am 1. Oktober 1968 aufgelöst                                                                                               |

Darüber hinaus waren in der Kaserne in Seedorf zwei weitere Ausbildungskompanien und eine schwere Instandsetzungskompanie stationiert. 2500 Soldaten versahen zu jener Zeit hier ihren Dienst.

### Nutzung durch Niederländische Truppen 1963–2006

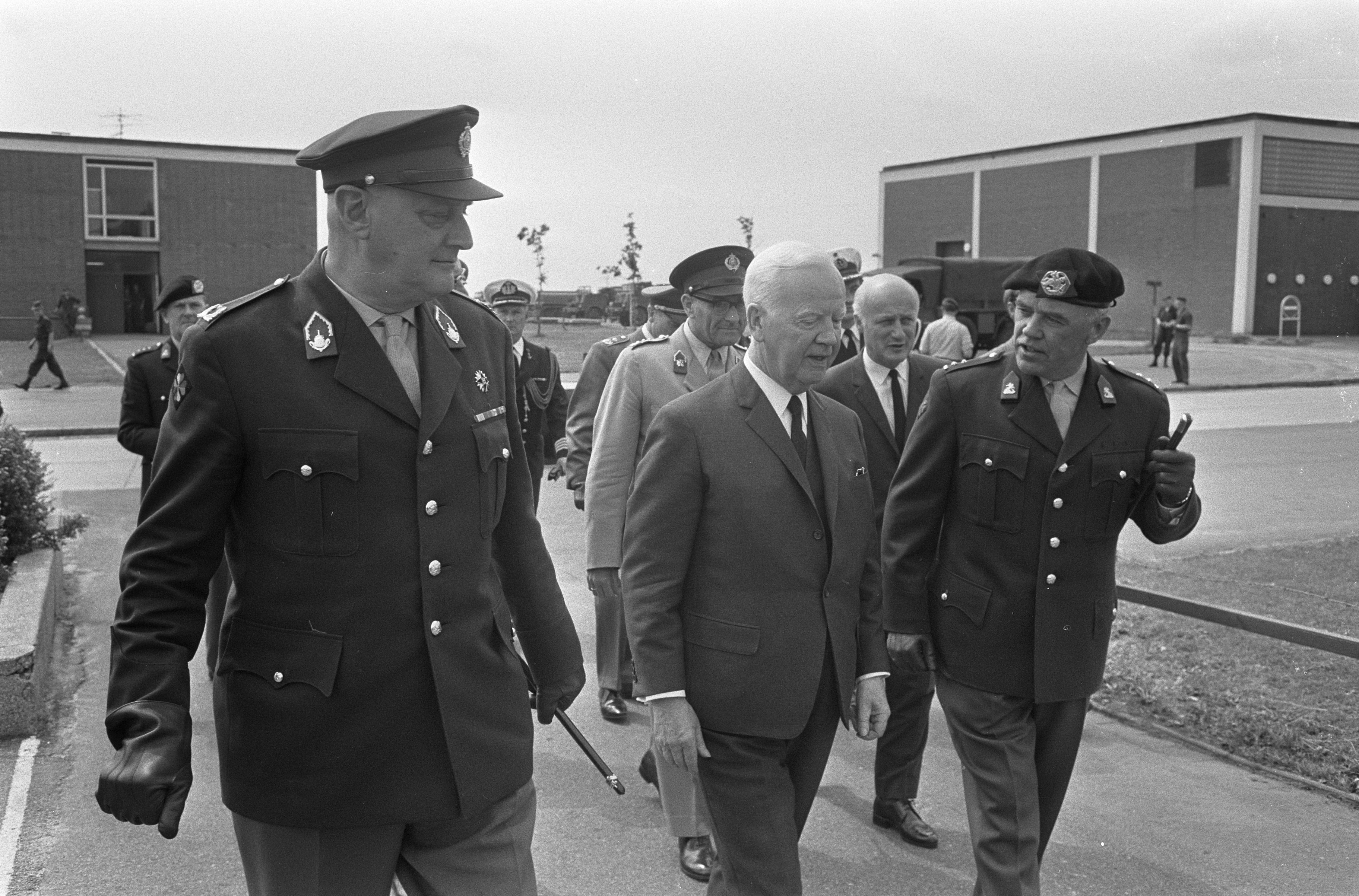
Besuch des deutschen Bundespräsidenten Heinrich Lübke bei den niederländischen Truppen in der Kaserne Seedorf am 21. Juli 1967

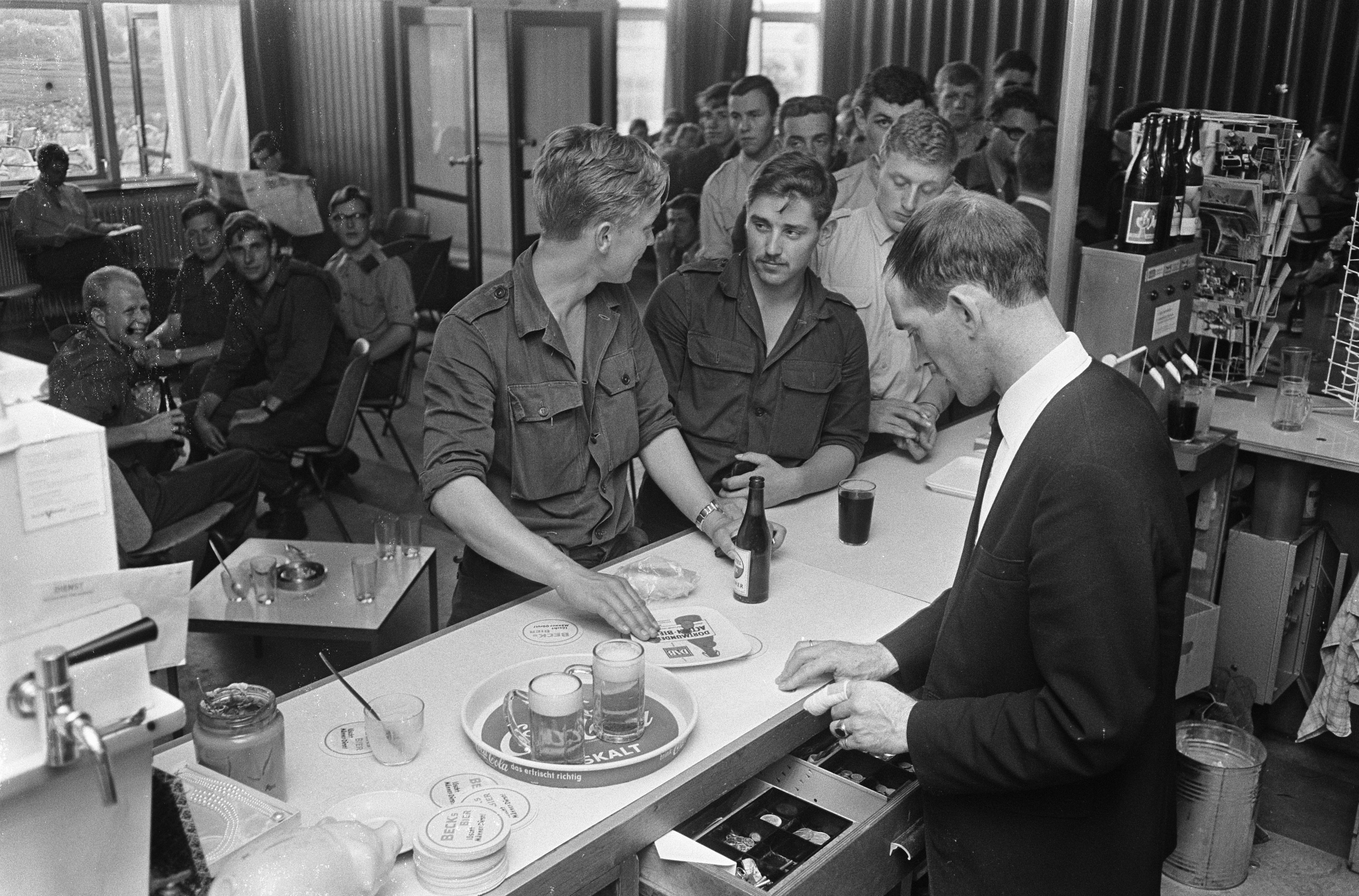
Niederländische Soldaten in der Kasernenkantine Seedorf

Mit der Zuspitzung des Kalten Krieges, der Konfrontation von Warschauer Pakt und NATO sowie dem Bau der Berliner Mauer ab 13. August 1961 sah die Abschreckungs- und Verteidigungsstrategie die unmittelbare Beteiligung niederländischer Truppen vor. Die Vorneverteidigung erforderte eine Präsenz niederländischer Einheiten auf dem Gebiet der Bundesrepublik Deutschland. Dementsprechend suchten die Niederlande für die Stationierung einer Brigade eine eigene Garnison in Westdeutschland. Anfang 1962 entstand daher der Vorschlag eines Kasernentauschs zwischen den beiden Streitkräften. Während die niederländische Seite am 9. März 1962 den Legerplaats Budel anbot, schlägt das Bundeswehr-Streitkräfteamt am 25. September 1962 die Kaserne in Seedorf an. Am 17. Januar 1963 wurde das Budel-Seedorf-Abkommen zwischen der Bundesrepublik und den Niederlanden geschlossen, wonach die Bundeswehr die Kaserne Seedorf zur Stationierung der niederländischen 41. Panzerbrigade räumt und im Gegenzug den Legerplaats Budel zur Nutzung durch das Luftwaffenausbildungsregiment 2 erhält. Am 15. Mai 1963 nahm der niederländische Brigadestab der 41. Panzerbrigade (vorher: Leichte Brigade) seine Arbeit in Seedorf auf. Zwischen dem 20. Mai 1963 und dem 1. Juli 1963 verlegte das Luftwaffenausbildungsregiment 2 aus seinen bisherigen Standorten in der Kaserne in Altenwalde bei Cuxhaven und der Kaserne in Stade nach Budel in die Niederlande. Die in Seedorf stationierten Einheiten wurden im Juli und August in die frei gewordenen Unterkünfte in Altenwalde und in teilweise neu errichtete Gebäude der Röttiger-Kaserne nach Hamburg-Fischbek verlegt. Andere Einheiten zogen in die Stader Von-Goeben-Kaserne, um in der Röttiger-Kaserne Platz für Soldaten aus Seedorf zu schaffen. Noch im August 1963 kam als erste Einheit der Niederländer das 103. Verkenningsbataljon (Aufklärungsbataillon) in die Kaserne nach Seedorf. Feierlicher Einzug war am 2. September 1963.
Neben einem Stab und einer Stabskompanie bestand die 41. Panzerbrigade 1963 aus dem 42. Panzergrenadierbataillon, dem 41. Panzerbataillon (in Bergen-Hohne), der 41. Aufklärungsstaffel, der 41. Panzerpionierkompanie (in Bergen-Hohne), der 41. Sanitätskompanie, der 41. Instandsetzungskompanie und der 41. Nachschubkompanie. Darüber hinaus wurde ein niederländisches Truppenkommando (Commando Nederlandse Troepen) geschaffen. Dieses umfasste neben den Kasernenkommandos Seedorf und Hohne auch das 41. Pionier- und 103. Aufklärungsbataillon. Am 26. September 1963 war mit dem Einmarsch des 42. Panzergrenadierbataillon der Umzug in die Kaserne nach Seedorf abgeschlossen.
Die Bundeswehr übergab zudem 54 Wohnungen in Zeven an die niederländische Armee. 1964 kamen weitere 130 Wohneinheiten hinzu. 1965 öffnete die Prins Willem Alexanderschool.
1965 wurden die Sanitätskompanie, die Instandsetzungskompanie und die Versorgungskompanie zum 41. Nachschubbataillon zusammengelegt. 1966 kam die 41. Feldartillerieabteilung zur Brigade.
1973 erhielt die Brigade das 43. Panzerbataillon, das die Kaserne Langemannshof (Heidekreis, Niedersachsen) bezog. Entsprechend wurde unter dem niederländischen Truppenkommando eine weitere Kasernenkompanie in Langemannshof gebildet. Der Flugplatz Seedorf und die Schwimmhalle werden 1974 fertiggestellt. 1978 bekam die Brigade noch eine 41. Panzerflugabwehrbatterie (in Langemannshof). Der Verband wuchs damit zur stärksten niederländischen Brigade auf. Anfang 1983 gehörten zur Brigade der Stab und die Stabskompanie, das 42. Panzergrenadierbataillon, das 41. Panzerbataillon (in Bergen-Hohne), 43. Panzerbataillon (in Langemannshof), die 41. Feldartillerieabteilung, die 41. Aufklärungsstaffel, die 41. Panzerflugabwehrbatterie (in Langemannshof), die 41. Panzerpionierkompanie (in Bergen-Hohne) und das 41. Nachschubbataillon. Das niederländische Truppenkommando bestand zur selben Zeit aus dem 103. Aufklärungsbataillon, dem 41. Pionierbataillon sowie den Kasernenkompanien Seedorf, Hohne und Langemannshof.
1983 wurde das 41. Nachschubbataillon aufgelöst, so dass die 41. Sanitätskompanie, die 41. Nachschubkompanie und die 41. Instandsetzungskompanie wieder selbständig wurden. Die 41. Aufklärungsstaffel wurde außer Dienst gestellt. Die 41. Panzerpionierkompanie verlegt 1984 von Bergen-Hohne nach Seedorf. Im selben Jahr wird die Unteroffiziersmesse fertiggestellt und es beginnen weitere Sanierungsarbeiten an der Kaserne in Seedorf. 1985 wurde in Seedorf ein umgebautes Kino eröffnet und in Bergen-Hohne die 125. Instandsetzungskompanie unter dem niederländischen Truppenkommando aufgestellt. Eine neue Sporthalle erhielt die Kaserne Seedorf 1986. Ein neuer Speisesaal wird 1990 eingeweiht.
Mit dem Fall der Berliner Mauer, dem Ende des Kalten Krieges und der Deutschen Wiedervereinigung verändert sich auch die Situation des niederländischen Militärs. 1992 erfolgte die Umgliederung der 41. Panzerbrigade zur 41. Leichten Brigade. Das 43. Panzerbataillon wurde aufgelöst. Die 41. Panzerflugabwehrbatterie wurde nach Bergen-Hohne verlegt. Die Kaserne Langemannshof wurde aufgegeben. Das 103. und 104. Aufklärungsbataillon unterstanden nunmehr der Brigade unmittelbar, jedoch war das 104. Bataillon in den Niederlanden stationiert. Das 41. Pionierbataillon wurde zum 41. Panzerpionierbataillon umgegliedert. 1993 wurde die 125. Instandsetzungskompanie aufgelöst. Somit bestand die Leichte Brigade 41 aus Stab und Stabskompanie, 42. Panzergrenadierbataillon, 41. Panzerbataillon (in Bergen-Hohne), 103. Aufklärungsbataillon, 104. Aufklärungsbataillon (in den Niederlanden), 41. Feldartillerieabteilung, 41. Panzerflugabwehrbatterie (in Bergen-Hohne), 41. Panzerpionierkompanie, 41. Sanitätskompanie, 41. Instandsetzungskompanie und 41. Versorgungskompanie.
1994 lösten sich die 41. Panzerflugabwehrbatterie, das 41. Panzerbataillon und das 41. Panzerpionierbataillon auf. Die 41. Sanitätskompanie verlegte in die Niederlande. Der Standort Bergen-Hohne wurde aufgegeben, die dortige Kasernenkompanie außer Dienst gestellt. In Havelte wurde das 41. Ausbildungsbataillon aufgestellt. Das 42. Panzerbataillon (in Havelte) und die 43. Sanitätskompanie (in Havelte) wurden der 41. leichten Brigade unterstellt, verblieben jedoch an ihren niederländischen Standorten. Die 11. Panzerflugabwehrbatterie (in Ede) wurde 1995 der Brigade zugeordnet. Das 41. Ausbildungsbataillon verließ am 30. Juni 1998 die Brigade. Am 25. Juni 1999 erfolgte die Umgliederung der 41. Leichten Brigade zur 41. Mechanisierten Brigade. Die 41. Aufklärungsstaffel wurde 1999 gebildet und das 101. Panzerbataillon kam nach Seedorf. Das 42. Panzerbataillon hingegen wurde der 43. Mechanisierten Brigade unterstellt. Das 103. Aufklärungsbataillon verließ die 41. Brigade und verlegte nach Soesterberg. Nach Seedorf zog 2000 von Ermelo die 1999 aus der 410. Divisionssanitätskompanie gebildete neue 41. Sanitätskompanie um, nachdem die in den Niederlanden stationierte Kompanie zur 43. Brigade gewechselt war.
Das Commando Nederlandse Troepen wurde 1999 aufgelöst. Der Netherlands Armed Forces Support Agency Germany (NASAG), die am 1. Februar 1997 bereits ihren Dienst aufgenommen hatte, unterstand unter anderem das Kasernenkommando Seedorf.
Im November 2003 waren folgende Einheiten in der Kaserne stationiert:
- 41. Mechanisierte Brigade mit Stab und Stabskompanie
- 42. Panzergrenadierbataillon („Limburger Jäger“)
- 101. Panzerbataillon
- 41. Feldartillerieabteilung
- 41. Versorgungskompanie
- 41. Instandsetzungskompanie
- 41. Panzerpionierkompanie
- 41. Brigade-Aufklärungsstaffel
- 41. Sanitätskompanie

Des Weiteren waren die Netherlands Armed Forces Support Agency Germany, Teile der Königlichen Militärpolizeibrigade, die Militärseelsorge, der Sozialdienst, der arbeitsmedizinische Dienst, ein Karrierecenter, eine Baudirektion und eine Sportgruppe hier beheimatet. Schulen, eine Stiftung für Jugend- und Gemeinwesenarbeit sowie weitere Einrichtungen unterstützten zudem die Soldaten und ihre Familien vor Ort.
Im Juli 2003 gab die niederländische Regierung bekannt, dass aus Kostengründen die Garnison in Seedorf geschlossen wird. Die Bundesregierung hatte sich zuvor noch für den Erhalt des Standortes eingesetzt und finanzielle Unterstützung zugesichert. Am 15. September 2004 hoben beide Seiten das Budel-Seedorf-Abkommen schließlich auf.

### Weiternutzung durch die Bundeswehr ab 2006
Nach dem Bekanntwerden der Entscheidung über den Abzug der niederländischen Truppen mit 2300 Dienstposten befürchtete die Region schwere wirtschaftliche Folgen. Der damalige Bundesverteidigungsminister Peter Struck (SPD) setzte sich daraufhin für den Erhalt des militärischen Standortes ein. Das Ressortkonzept Stationierung vom 2. November 2004 sah deshalb die Konzentration von Fallschirmjägertruppen und insgesamt 3840 Dienstposten vor. Eine Rolle spielten dabei die in die Kaserne von deutscher und niederländischer Seite geflossenen Investitionen, die moderne Unterkunftssituation und der gute Zustand der Sportanlagen. Im August 2006 wurden jedoch trotzdem notwendige Ausgaben für Um- und Neubaumaßnahmen in Höhe von 38 Millionen Euro veranschlagt. Darunter fielen insbesondere die Sanierung von Schmutzwasserkanälen, der Wärmeversorgung, von zwei Wirtschafts- und vier Unterkunftsgebäuden, die Erweiterung der Truppenküche, der Neubau einer Luftlandeübungsanlage und des Fachsanitätszentrums.
Folgende Stäbe, Verbände, Einheiten und Dienststellen der Bundeswehr waren bzw. sind seit Übernahme der Kaserne von der niederländischen Armee hier beheimatet:
| Einheit                                                                  | Stationierung ab | Herkunft | Stationierung bis  | Verbleib                                             |
| ------------------------------------------------------------------------ | ---------------- | --- | ------------------ | ---------------------------------------------------- |
| Standortverwaltung Rotenburg Außenstelle Seedorf                         | 1. Juli 2003     | neu aufgestellt aus Standortverwaltung Seedorf | 30. September 2007 | aufgelöst                                            |
| Militärischer Anteil Heeresinstandsetzungslogistik Niederlassung Seedorf | 1. August 2006   | neu aufgestellt | 30. Juni 2018      | aufgelöst                                            |
| Standortältester Seedorf mit Unterstützungspersonal                      | 1. Oktober 2005  | neu aufgestellt | heute              |                                                      |
| Fallschirmjägerbataillon 313                                             | 1. Oktober 2006  | verlegt nach Aufstellung am 1. Januar 1993 aus Panzerbataillon 373 in Varel, Friesland-Kaserne | 31. März 2015      | aufgelöst; ging im Fallschirmjägerregiment 31 auf    |
| Fallschirmjägerbataillon 373                                             | 1. Oktober 2006  | verlegt nach Aufstellung am 1. Juli 1996 aus Panzerbataillon 373 in Doberlug-Kirchhain, Lausitz-Kaserne                                                                                             | 30. September 2014 | aufgelöst; ging im Fallschirmjägerregiment 31 auf    |
| Luftlandeflugabwehrraketenbatterie 100                                   | 1. Oktober 2006  | verlegt nach Aufstellung aus leichter Flugabwehrraketenbatterie 100 in Borken, Hendrik-De-Wynen-Kaserne, am selben Tag                                                                              | 1. März 2012       | aufgelöst                                            |
| 3./Luftlandeunterstützungsbataillon 272                                  | 1. Oktober 2006  | verlegt nach Aufstellung am 1. April 2002 aus Teilen Fallschirmpanzerabwehrbataillon 272 in Wildeshausen, Wittekind-Kaserne                                                                         | 30. September 2014 | aufgelöst; ging in 8./Fallschirmjägerregiment 31 auf |
| 4./Luftlandeunterstützungsbataillon 272                                  | 1. Oktober 2006  | verlegt nach Aufstellung am 1. April 2002 aus Teilen Fallschirmpanzerabwehrbataillon 272 in Wildeshausen, Wittekind-Kaserne                                                                         | 31. März 2015      | aufgelöst                                            |
| Fachsanitätszentrum Seedorf                                              | 26. Oktober 2006 | neu aufgestellt; mit Verstärkungsreserve ab 1. Januar 2007 | 30. September 2015 | aufgelöst                                            |
| Luftlandepionierkompanie 270                                             | 1. Januar 2007   | verlegt nach Aufstellung am 1. April 1982 aus 3./Pionierbataillon 110 in Minden, Herzog-von-Braunschweig-Kaserne, und Zwischenstationierung ab 22. Dezember 1992 in Wildeshausen, Wittekind-Kaserne | heute              |                                                      |
| Luftlandeaufklärungskompanie 310                                         | Januar 2007      | verlegt nach Aufstellung am 1. April 2000 aus Luftlandebrigadespähzug 31 in Lüneburg, Theodor-Körner-Kaserne                                                                                        | heute              |                                                      |
| Landeskommando Niedersachsen – Teile Seedorf                             | 1. Januar 2007   | neu aufgestellt | 31. Januar 2013    | aufgelöst                                            |
| Evangelischer Standortpfarrer Seedorf                                    | 15. März 2007    | neu aufgestellt | 30. Juni 2007      | umbenannt in Evangelisches Militärpfarramt Seedorf   |
| Katholischer Standortpfarrer Seedorf                                     | 15. März 2007    | neu aufgestellt | 31. Oktober 2007   | umbenannt in Katholisches Militärpfarramt Seedorf    |
| Evangelisches Militärpfarramt Seedorf                                    | 1. Juli 2007     | aus Evangelischer Standortpfarrer Seedorf | heute              |                                                      |
| Katholisches Militärpfarramt Seedorf                                     | 1. November 2007 | aus Katholischer Standortpfarrer Seedorf | heute              |                                                      |
| Bundeswehrfuhrparkservice GmbH Mobilitätscenter Seedorf                  | 1. Dezember 2008 | neu aufgestellt | heute              |                                                      |
| Heeresinstandsetzungslogistik Stützpunkt Seedorf                         | 1. Mai 2009      | neu aufgestellt | heute              |                                                      |
| Sportlehrer Seedorf                                                      | 1. Februar 2013  | neu aufgestellt | heute              |                                                      |
| Kasernenkommandant Seedorf mit Unterstützungspersonal                    | 1. Oktober 2014  | neu aufgestellt | heute              |                                                      |
| Fallschirmjägerregiment 31                                               | 1. Oktober 2014  | neu aufgestellt aus Fallschirmjägerbataillonen 313 und 373 | heute              |                                                      |
| Rekrutenkompanie 1                                                       | 1. Oktober 2014  | neu aufgestellt | 30. September 2017 | in Ausbildungsunterstützungskompanie 31 umbenannt    |
| Sanitätsversorgungszentrum Seedorf                                       | 1. Januar 2015   | neu aufgestellt | heute              |                                                      |
| Materialausstattung Ausbildungsanlage Schießsimulator Artillerie (31)    | 1. August 2015   | neu aufgestellt | heute              |                                                      |
| Prüftrupp Unmanned Aerial System Teile Seedorf                           | 1. Januar 2016   | neu aufgestellt | heute              |                                                      |
| Ausbildungsunterstützungskompanie 31                                     | 1. Oktober 2017  | aus Rekrutenkompanie 1 | 1. März 2020       | umbenannt in 10./Fallschirmjägerregiment 31          |

Am 5. Juni 2009 erhielt die Truppenunterkunft den Namen „Fallschirmjäger-Kaserne“.
Im November 2018 wurden in der Kaserne Straßen nach den in Afghanistan beim Afghanistan-Einsatz der Bundeswehr, insbesondere im Karfreitagsgefecht 2010 gefallenen Soldaten Martin Augustyniak, Nils Bruns, Robert Hartert und Florian Pauli benannt.
Die Umsetzung der Infrastrukturmaßnahmen in der Kaserne ließ jedoch auf sich warten. 2017 konnte ein Soldatenheim bezogen werden. 2019 wurde mit dem Bau einer Sporthalle und der Truppenküche begonnen. Insgesamt waren nunmehr Investitionen von 80 Millionen Euro bis 2024 vorgesehen. Eine Schwimmhalle mit dem Zentrum „Bergen und Retten“ wurde im Februar 2020 nach mehrjähriger Sanierung fertiggestellt. Für die neue Truppenküche fand im März 2020 das Richtfest statt. Die für 2021 geplante Fertigstellung verzögerte sich jedoch. Auch der Bau einer neuen Waffenkammer wurde in Angriff genommen.  Im August 2023 wurde Richtfest einer neuen Hallenschießanlage gefeiert, die 2024 fertiggestellt werden soll.